# Ruth Svedberg
Ruth Augusta Svedberg (* 14. April 1903 in Gällivare; † 27. Dezember 2002 in Göteborg) war eine schwedische Leichtathletin.
Bei den Olympischen Spielen 1928 in Amsterdam gewann sie im Diskuswurf die Bronzemedaille. Im 100-Meter-Lauf und in der 4-mal-100-Meter-Staffel schied sie im Vorlauf aus.
Bei den Frauen-Weltspielen 1930 holte sie Bronze im Dreikampf (Speerwurf, Hochsprung, 100 m).